# ヤン・ジョンア
ヤン・ジョンア(양정아、1971年7月25日 - ）は 、韓国の女優。血液型O型。

## 来歴
1990年、「ミスコリア」ソウル代表となり、注目を集める。1992年にMBC22期公開採用タレントとしてデビュー。
2007年に「コリアドラマフェスティバル」特別賞を受賞したのを始め、2008年に「SBS放送演芸大賞」バラエティ部門新人賞、翌2009年に「SBS放送演芸大賞」プロデューサーTVスター賞を受賞。
2010年3月に龍仁税務署広報大使、同年7月に京畿地方警察庁児童安全広報大使に任命された。
グレートカンパニー所属。

## 学歴
- 1990年、永東女子高(現・永東一高)卒業

## 出演作品

### ドラマ
- われらの天国（1990年、MBC）
- 総合病院（1994年-1996年、MBC）オ・パンヒ役
- M（1994年、MBC）イ・イェジ役
- 恋人（1996年、MBC）ウ・スンミ役
- チェロ（1999年、SBS）ユン・スギョン役
- 学校2（1999年、KBS）ナ・ミンジュ役
- 情～愛よりも深く～ （2002年、SBS）神経外科医役
- 百万本のバラ（2003年、KBS）ソ・ユギョン役
- ぷー太郎脱出！（2003年、SBS）チョ・チャンミ役
- 妻の反乱（2004年、SBS）ヤン・ピルスン役
- 悲しみよ、さようなら（2004年、KBS）イ・ヒスク役
- マイ・ウェイ（2006年、SBS）ミンジョン役
- アジュンマが行く（2006年-2007年、KBS）ナ・オニム役
- 王と私（2007年、SBS）オ氏役
- 母さんに角が生えた（2008年、KBS）キョンファ役
- ガラスの城（2008年、SBS）オ・ユラン役
- 結婚できない男（2009年、KBS）ユン・ガラン役
- ロマンスタウン（2011年、KBS）ソ・ユンジュ役
- 棚ぼたのあなた（2012年、KBS）パン・イルスク役
- 女王の花（2015年、MBC）チョン・ヒヨン役
- 商売の神－客主2015（2015年-2016年、KBS）パン・グミ役
- 姉は生きている（2017年、SBS）イ・ゲファ役

### 映画
- 妻が結婚した（2008年、韓国）ノ・ドクチュ役(特別出演)
- 敵との初恋（2011年、韓国）スウォン宅役
- めまい（2014年、韓国）ソンジュ役

### バラエティ番組
- 日曜日が好き－ゴールドミスが行く（2008年-2010年、SBS）

### ラジオ
- 甘い夜、ヤン・ジョンアです（2010年－2013年、SBSラブFM）DJ

## CM
- 現代自動車
- BEAN POLE（韓国衣料品メーカー）
- プロスペックス（LSネットワークス社のシューズブランド）
- オンパロス（韓国衣料品メーカー）